# Великі Вележі
Великі Вележі́ (рос. Большие Вележи, марій. Кугу Велыж) — присілок у складі Звениговського району Марій Ел, Росія. Входить до складу Кужмарського сільського поселення.

## Населення
Населення — 136 осіб (2010; 126 у 2002).
Національний склад (станом на 2002 рік):
- марі — 81 %